# Valley Mills, Texas
Valley Mills là một thành phố thuộc quận Bosque, tiểu bang Texas, Hoa Kỳ. Năm 2010, dân số của xã này là 1203 người.